# FC Slovan Liberec
FC Slovan Liberec je češki nogometni klub iz grada Libereca. Trenutačno se natječe u Prvoj češkoj nogometnoj ligi.

## Povijest
FC Slovan Liberec osnovan je 12. srpnja 1958. Njegova prva utakmica bila je protiv Sparte Prag (prije poznata kao Spartak Praha Sokolovo). Slovan Liberec izgubio je 0:3. FC Slovan Liberec bio je neuspješan što se tiče borbe za prelazak u Čehoslovačku Prvu ligu, bez obzira na trud koji je ulagao.
Nakon što su preživjeli financijsku krizu tijekom 1989., Slovan Liberec napokon je dobio priliku da se plasira u Prvu ligu.
Nakon raspada Čehoslovačke 1993., 6 najboljih ekipa iz tadašnje Druge lige bilo je promovirano u novu Prvu češku nogometnu ligu, među kojima je bio i Slovan koji je tu sezonu završio na 5. mjestu.
Godine 2000. uspjeli su osvojiti Češki nogometni kup pobjedom protiv drugoligaša Banik Ratiškovice 2:1.
Sudjelovali su u Europskom kupu 10 sezona zaredom od sezone 2000./01. Došli su do četvrtfinala Kupa UEFA.

## Vanjske poveznice
- Službena stranica